# Metahygrobiella tubulata
Metahygrobiella tubulata là một loài rêu tản trong họ Cephaloziaceae. Loài này được (Hook. f. & Taylor) R.M. Schust. ex J.J. Engel miêu tả khoa học lần đầu tiên năm 1976.